# Pavlovac Vrebački
Pavlovac Vrebački falu Horvátországban Lika-Zengg megyében. Közigazgatásilag Gospićhoz tartozik.

## Fekvése
Gospićtól légvonalban 14 km-re, közúton 17 km-re délkeletre a Likai karsztmező délkeleti szélén, az A1-es autópályától 1 km-re északra a Pavlovačka kosa alatt a Jadova-patak két partján fekszik.

## Története
A hagyomány úgy tartja, hogy nevét az itteni Šupljara várának török uráról Pavlović bégről kapta. A várat 1527-ben foglalta el a török és 1577-ben említik a török által megszállt várak sorában. Franz Julius Fras császári katonai topográfus két várat említ ezen a területen, melyeket a nép Šupljara és Zorojeva glavica néven nevez, utóbbi azonban valószínűleg nem vár, hanem a középkori pavlovaci templom romja volt. 1696-ban Sebastijan Glavinić zenggi püspök a pavlovaci várról azt írja, hogy az egy kellemes dombon áll, falai tető nélkül dacolnak a könyörtelen idővel. Pavlovac egykor Vrebac települérésze volt. Lakói a török kiűzése után betelepített pravoszláv vlachok voltak. 1857-ben 362, 1910-ben 527 lakosa volt. A trianoni békeszerződés előtt Lika-Korbava vármegye Gospići járásához tartozott. Ezt követően előbb a Szerb-Horvát-Szlovén Királyság, majd Jugoszlávia része lett. 1991-ben csak szerb nemzetiségű lakosa volt, akik a Krajinai Szerb Köztársasághoz csatlakoztak. A „Vihar” nevű hadművelet során 1995. augusztus 6-án a horvát hadsereg visszafoglalta a települést, melynek szerb lakói elmenekültek. A falunak 2011-ben mindössze 33 lakosa volt.

## Lakosság
| Lakosság változása | Lakosság változása | Lakosság változása | Lakosság változása | Lakosság változása | Lakosság változása | Lakosság változása | Lakosság változása | Lakosság változása | Lakosság változása | Lakosság változása | Lakosság változása | Lakosság változása | Lakosság változása | Lakosság változása | Lakosság változása | Lakosság változása |
| ------------------ | ------------------ | ------------------ | ------------------ | ------------------ | ------------------ | ------------------ | ------------------ | ------------------ | ------------------ | ------------------ | ------------------ | ------------------ | ------------------ | ------------------ | ------------------ | ------------------ |
| 1857               | 1869               | 1880               | 1890               | 1900               | 1910               | 1921               | 1931               | 1948               | 1953               | 1961               | 1971               | 1981               | 1991               | 2001               | 2011               | 2021               |
| 362                | 350                | 400                | 473                | 528                | 527                | 562                | 508                | 385                | 312                | 283                | 204                | 201                | 164                | 33                 | 33                 | 38                 |

## Nevezetességei
- Šupljara (más néven Szlivnik) várából mára szinte semmi felszíni nyom nem maradt, alaprajza csak ásatással állapítható meg. Az egykori leírás szerint szikla tetején, egy kb. 5 méter külső átmérőjű kerek torony állt, mely az alapokig eltűnt. Ettől lejjebb volt az alsóvár, melyet félköríves fal övezett. A fal belső oldalán épületek voltak és itt lehetett a vár kapuja is. Az alsóvár falai kívülről csaknem 2 méter magasak, de belülről csak mintegy fél méteresek. A külsővár fala helyett ma egy birkakarám szárazon kőből rakott kerítése látható.

- Pavlovac vára helye Pavlovac Vrebački központjában, a Jadova jobb partján fekvő „Kulina” nevű helyen, 600 m tengerszint feletti magasságban található.